# Tilhar
Tilhar è una suddivisione dell'India, classificata come municipal board, di 52.909 abitanti, situata nel distretto di Shahjahanpur, nello stato federato dell'Uttar Pradesh.